# Перліт Закарпатської області
Перліт Закарпатської області
Перліт — вулканічне скло кислого складу. Має властивість вспучуватися при температурі 1100° і збільшувати свій об'єм у 5,6—7,5 раза. Використовується головним чином у будівництві, як теплоізоляційний матеріал, у хімічній, нафтовій, харчовій промисловостях, сільському господарстві, фарфоро-фаянсовій промисловості.
В даний час ведеться експлуатація Фоготшського родовища, розвідано родовища Пелікан, Шиной-Варна, Ардів. Сировина на переробному комплексі дробиться і направляється в інші регіони України і за кордон.
Прогнозні ресурси перлітової сировини оцінено в 100 млн м3.
Перспективною є повна переробка перліту — спучування і формовка конструкцій.